# David Sproat Kennedy
Pour les articles homonymes, voir Kennedy.
David Sproat Kennedy, né en 1791 à Kirkcudbright et mort le 2 février 1853 à New York, est un banquier écossais-américain.
Il est le 25e président de la Saint Andrew's Society of the State of New York.

## Biographie
Neveu de Robert Lenox, il est le fils du capitaine John Kennedy et de sa femme Mary (née Lenox) Kennedy.
En 1807, il s'embarque pour New York où il accepte un poste de commis dans une maison marchande créée par son oncle James Lenox en 1796 avec son associé, Robert Maitland, la Jas. Lenox & Wm. Mailand. En 1812, il est associé aux affaires et l'entreprise prend alors le nom de Lenox, Maitland & Company, mais en 1818, le nom est changé en Kennedy & Maitland lorsque James Lenox prend sa retraite. Kennedy & Maitland est connue comme l'une des « plus grandes maisons commerciales des États-Unis » et Kennedy « occupait une position dominante dans la communauté financière et sociale ».
Après la mort de son beau-père en 1839, Kennedy lui succède et hérite d'importants biens de son oncle, James Lenox, décédé célibataire, également en 1839. Il devient également un agent de la Banque de Montréal et de plusieurs autres banques du Canada.
Kennedy rejoint la Saint Andrew's Society de l'État de New York en 1817. Il en est le directeur de 1823 à 1824 et de 1825 à 1826, le deuxième vice-président de 1827 à 1828 et le président de 1840 à 1842.
Le 22 mai 1822, il épouse sa cousine germaine, Rachel Carmer Lenox (1792–1875). Rachel est la sœur de James Lenox. Ensemble, ils sont les parents de :
- Robert Lenox Kennedy (en) (1822-1887)[4], qui est président de la National Bank of Commerce in New York (en) et mourra en mer[5].
- James Lenox Kennedy (1823–1864), qui épouse Cornelia Van Rensselaer (1836–1864), une fille de Henry Bell Van Rensselaer (en)[6].
- Rachel Lenox Kennedy (1826–1898)[7], qui fonde la Presbyterian Rest for Convalescents[8], et est morte célibataire[9],[10].
- Mary Lenox Kennedy (1829-1922), décédée célibataire[11].

Entre 1840 et 1845, il est peint par le portraitiste américain Henry Inman. Le tableau est conservé à la New-York Historical Society.
Il meurt dans sa résidence de la Cinquième Avenue à New York le 2 février 1853.